# Cupido distinctesignatus
Cupido distinctesignatus är en fjärilsart som beskrevs av Embrik Strand 1911. Cupido distinctesignatus ingår i släktet Cupido och familjen juvelvingar. Inga underarter finns listade i Catalogue of Life.